# 황치신 신도비 및 묘소
황치신 신도비 및 묘소는 경기도 고양시 덕양구 지축동에 있다. 2005년 7월 29일 고양시의 향토문화재 제43호로 지정되었다.

## 개요
조선 전기의 인물인 황치신의 묘소와 신도비이다. 신도비의 문양이 뛰어나며 봉분 앞의 묘비와 문인석+석등 등 원형이 잘 보존된 묘이다.

## 같이 보기
- 황치신